# Gunnar Johansson (vattenpolospelare)
Sven Gunnar Johansson, född 20 maj 1957 i Söderhamn, är en svensk simmare och vattenpolospelare. 
Han började sin karriär i Nässjö SLS. Vid 17 års ålder kom Gunnar Johansson för första gången med i landslaget i vattenpolo, vid en fyranationersturnering i Polen. Gunnar Johansson flyttade sedan till Göteborg där han spelade med GKK Najaden under några säsonger. Klubben tog SM-guld 1981 och sedan flyttade Gunnar Johansson vidare till Stockholm för att spela med SKK Spårvägen. 
Han slutade spela 1987 efter en axelskada. Han hade då deltagit i ett OS (1980 Moskva), fem EM-turneringar samt genomfört 154 landskamper, vilket gör honom till Sveriges näst meste landslagsman i vattenpolo. Stor Grabb 1980. Gunnar Johansson var med och vann fem SM-guld mellan åren 1980 och 1987. Efter att ha avslutat sin egen karriär fungerade Johansson som landslagstränare för junior, dam- och herrlandslag under åren 1989–1994. Utbildad på GIH med examen 1986.Gunnar Johansson har också SM-guld som tränare för Stockholmspolisen IF. Efter ett långt uppehåll under 2000-talet så återkom Gunnar Johansson till sporten som tränare för Stockholmpolisen under åren 2011-2015 med 2 silvermedaljer, ett brons och en fjärdeplats som resultat.